# Liga de Campeones de la UEFA 2012-13
La Liga de Campeones de la UEFA 2012-13 fue la 58.ª edición de la competición. Se disputó entre julio de 2012 y mayo de 2013. La final se jugó en el Estadio de Wembley de la ciudad de Londres, Inglaterra, solo dos años después de la anterior cita disputada en dicho feudo; una designación de carácter excepcional para conmemorar el 150.º aniversario de la federación inglesa de fútbol.
El campeón fue el Bayern de Múnich, finalista de la anterior edición, tras vencer al Borussia Dortmund en la final gracias a un gol de Robben a pocos minutos del final. Fue la primera vez que se enfrentaban en una final dos equipos de la Bundesliga.
El Bayern ganó también esa temporada la Copa de Alemania, así como la Bundesliga con 7 fechas de anticipación, logrando así el Triplete, siendo el primer equipo alemán, y séptimo europeo en conseguirlo; su victoria en esta edición le supuso la clasificación a la Supercopa de Europa 2013 y a la Copa Mundial de Clubes de la FIFA 2013.

## Estadio de la final
El Estadio de Wembley volvió a albergar una final de Liga de Campeones, dos años después de la que enfrentó al Barcelona y al Manchester United, con victoria para los españoles. Fue la tercera vez que se disputó en ese estadio, y la séptima en la capital británica.

## Distribución de equipos por Asociaciones
Un total de 76 equipos participarán en la Liga de Campeones 2012–13, procedentes de las 52 asociaciones de la UEFA (Liechtenstein no organiza ninguna liga local). Las plazas se distribuirán entre las asociaciones de acuerdo a sus Coeficientes UEFA de la temporada 2011-2012, el cual recoge todas las participaciones de los equipos en competiciones europeas desde la temporada 2006-07 hasta la 2011-2012.

## Clasificación de las Asociaciones de la UEFA
| Posición | Asociación      | Coef.  | Equipos |
| -------- | --------------- | ------ | ------- |
| 1        | Inglaterra      | 85.785 | 4       |
| 2        | España          | 82.329 | 4       |
| 3        | Alemania        | 69.436 | 4       |
| 4        | Italia          | 60.552 | 3       |
| 5        | Francia         | 53.678 | 3       |
| 6        | Portugal        | 51.596 | 3       |
| 7        | Rusia           | 44.707 | 2       |
| 8        | Ucrania         | 43.883 | 2       |
| 9        | Países Bajos    | 40.129 | 2       |
| 10       | Turquía         | 35.050 | 2       |
| 11       | Grecia          | 34.166 | 2       |
| 12       | Dinamarca       | 30.550 | 2       |
| 13       | Bélgica         | 27.000 | 2       |
| 14       | Rumanía         | 25.824 | 2       |
| 15       | Escocia         | 25.141 | 2       |
| 16       | Suiza           | 24.900 | 1       |
| 17       | Israel          | 22.000 | 1       |
| 18       | República Checa | 20.850 | 1       |

| Posición | Asociación           | Coef.  | Equipos |
| -------- | -------------------- | ------ | ------- |
| 19       | Austria              | 20.700 | 1       |
| 20       | Chipre               | 18.124 | 1       |
| 21       | Bulgaria             | 17.875 | 1       |
| 22       | Croacia              | 16.124 | 1       |
| 23       | Bielorrusia          | 16.083 | 1       |
| 24       | Polonia              | 15.916 | 1       |
| 25       | Eslovaquia           | 14.499 | 1       |
| 26       | Noruega              | 14.375 | 1       |
| 27       | Serbia               | 14.250 | 1       |
| 28       | Suecia               | 14.125 | 1       |
| 29       | Bosnia y Herzegovina | 9.124  | 1       |
| 30       | Finlandia            | 8.966  | 1       |
| 31       | Irlanda              | 8.708  | 1       |
| 32       | Hungría              | 8.500  | 1       |
| 33       | Moldavia             | 7.749  | 1       |
| 34       | Lituania             | 7.708  | 1       |
| 35       | Letonia              | 7.415  | 1       |
| 36       | Georgia              | 6.957  | 1       |

| Posición | Asociación        | Coef. | Equipos |
| -------- | ----------------- | ----- | ------- |
| 37       | Azerbaiyán        | 6.165 | 1       |
| 38       | Eslovenia         | 6.124 | 1       |
| 39       | Macedonia         | 5.207 | 1       |
| 40       | Islandia          | 4.957 | 1       |
| 41       | Kazajistán        | 4.374 | 1       |
| 42       | Liechtenstein     | 4.000 | 0       |
| 43       | Montenegro        | 3.875 | 1       |
| 44       | Albania           | 3.874 | 1       |
| 45       | Estonia           | 3.791 | 1       |
| 46       | Gales             | 2.790 | 1       |
| 47       | Armenia           | 2.583 | 1       |
| 48       | Malta             | 2.416 | 1       |
| 49       | Irlanda del Norte | 2.249 | 1       |
| 50       | Islas Feroe       | 1.416 | 1       |
| 51       | Luxemburgo        | 1.374 | 1       |
| 52       | Andorra           | 1.000 | 1       |
| 53       | San Marino        | 0.916 | 1       |

- Al equipo ganador de la Liga de Campeones, se le otorgará el privilegio de defender su título en el caso de que no se hubiese clasificado para la competición en función de su posición en la liga doméstica. No obstante, existe una restricción de equipos participantes en la Liga de Campeones, a través de la cual no se permite la participación de más de cuatro equipos procedentes de una misma asociación, por lo que la participación del defensor del título estará a expensas del último equipo clasificado de su respectiva asociación.

## Distribución
|                                            |                                            | Equipos que entran en esta fase | Equipos que provienen de la fase anterior                                                      |
| ------------------------------------------ | ------------------------------------------ | --- | ---------------------------------------------------------------------------------------------- |
| Primera fase de clasificación (6 equipos)  | Primera fase de clasificación (6 equipos)  | - 6 campeones de las asociaciones 48–53                                                                                                 |                                                                                                |
| Segunda fase de clasificación (34 equipos) | Segunda fase de clasificación (34 equipos) | - 31 campeones de las asociaciones 16–47 (excluyendo Liechtenstein)                                                                     | - 3 ganadores de la primera fase de clasificación                                              |
| Tercera fase de clasificación              | Campeones (20 equipos)                     | - 3 campeones de las asociaciones 13–15                                                                                                 | - 17 ganadores de la segunda fase de clasificación                                             |
| Tercera fase de clasificación              | No campeones (8 equipos)                   | - 8 subcampeones de las asociaciones 8–15                                                                                               |                                                                                                |
| Play-off                                   | Campeones (10 equipos)                     | | - 10 ganadores de la tercera fase de clasificación de campeones                                |
| Play-off                                   | No campeones (10 equipos)                  | - 1 subcampeón de la asociación 7 - 3 terceros de las asociaciones 4-6 - 2 cuartos de las asociaciones 2–3                              | - 4 ganadores de la tercera fase de clasificación de no campeones                              |
| Fase de grupos (32 equipos)                | Fase de grupos (32 equipos)                | - Campeón vigente - 12 campeones de las asociaciones 1–12 - 6 subcampeones de las asociaciones 1–6 - 3 terceros de las asociaciones 1–3 | - 5 ganadores de la eliminatoria de campeones - 5 ganadores de la eliminatoria de no campeones |
| Eliminatorias directas (16 equipos)        | Eliminatorias directas (16 equipos)        | | - 8 primeros de grupo - 8 segundos de grupo                                                    |

## Equipos

### Méritos
Las posiciones de los equipos en sus respectivas ligas se muestran entre paréntesis.
| Fase de grupos                | Fase de grupos          | Fase de grupos              | Fase de grupos                |
| ----------------------------- | ----------------------- | --------------------------- | ----------------------------- |
| Chelsea CV                    | Valencia (3º)           | Montpellier (1.º)           | Ajax (1.º)                    |
| Manchester City (1.º)         | Borussia Dortmund (1.º) | París Saint-Germain (2º)    | Galatasaray (1°)              |
| Manchester United (2º)        | Bayern de Múnich (2º)   | Porto (1.º)                 | Olympiacos (1.º)              |
| Arsenal (3º)                  | Schalke 04 (3º)         | Benfica (2º)                | Nordsjælland (1.º)            |
| Real Madrid (1.º)             | Juventus (1.º)          | Zenit San Petersburgo (1.º) |                               |
| Barcelona (2.º)               | Milan (2º)              | Shakhtar Donetsk (1.º)      |                               |
| Play-off                      |                         |                             |                               |
| No campeones                  |                         |                             |                               |
| Málaga (4º)                   | Udinese (3º)            | Sporting Braga (3.º)        | Borussia Mönchengladbach (4º) |
| Lille (3.º)                   | Spartak de Moscú (2º)   |                             |                               |
| Tercera fase de clasificación |                         |                             |                               |
| Campeones                     | No campeones            | No campeones                | No campeones                  |
| Anderlecht (1.º)              | Dinamo de Kiev (2º)     | Panathinaikos (2º)          | Vaslui (2.º)                  |
| CFR Cluj (1.º)                | Feyenoord (2.º)         | Copenhague (2º)             | Motherwell (3.º)Nota Escocia  |
| Celtic (1.º)                  | Fenerbahçe (2.º)        | Brujas (2.º)                |                               |
| Segunda fase de clasificación |                         |                             |                               |
| Basilea (1.º)                 | Śląsk Wrocław (1.º)     | Debreceni (1.º)             | KR Reykjavík (1.º)            |
| Ironi Kiryat Shmona (1.º)     | Zilina (1.º)            | Sheriff Tiraspol (1.º)      | Shakhter Karagandy (1.º)      |
| Slovan Liberec (1.º)          | Molde (1.º)             | Ekranas (1.º)               | Budućnost Podgorica (1.º)     |
| Red Bull Salzburgo (1.º)      | Partizan Belgrado (1.º) | Ventspils (1.º)             | Skënderbeu Korçë (1.º)        |
| AEL Limassol (1.º)            | Helsingborgs (1.º)      | Zestafoni (1.º)             | Flora Tallinn (1.º)           |
| Ludogorets (1.º)              | Željezničar (1.º)       | Neftchi Baku (1.º)          | The New Saints (1.º)          |
| Dinamo Zagreb (1.º)           | HJK Helsinki (1.º)      | Maribor (1.º)               | Ulisses (1.º)                 |
| BATE Borisov (1.º)            | Shamrock Rovers (1.º)   | Vardar (1.º)                |                               |
| Primera fase de clasificación |                         |                             |                               |
| Valletta (1.º)                | Tórshavn (1.º)          | Lusitanos (1.º)             |                               |
| Linfield (1.º)                | Dudelange (1.º)         | Tre Penne (1.º)             |                               |

Notas
- CV: Campeón vigente.
- Escocia: Rangers acabó segundo en la Liga Premier de Escocia, pero no se clasifica para la Liga de Campeones 2012–13 UEFA Champions League debido a un error administrativo al conseguir la licencia UEFA dentro de plazo.

### Coeficientes
Los Coeficientes UEFA de los equipos clasificados se muestran en:

## Calendario
Nota: Programa preliminar, pendiente de confirmación por parte de la UEFA.
Todos los sorteos se llevarán a cabo en la sede de la UEFA en Nyon, Suiza a menos que se indique lo contrario.
| Fase                   | Ronda                         | Fecha del sorteo              | Partido de ida                         | Partido de vuelta                      |
| ---------------------- | ----------------------------- | ----------------------------- | -------------------------------------- | -------------------------------------- |
| Clasificación          | Primera Fase de clasificación | 25 de junio de 2012           | 3 de julio de 2012                     | 10–11 de julio de 2012                 |
| Clasificación          | Segunda Fase de Clasificación | 25 de junio de 2012           | 17–18 de julio de 2012                 | 24–25 de julio de 2012                 |
| Clasificación          | Tercera Fase de Clasificación | 20 de julio de 2012           | 31 de julio – 1 de agosto de 2012      | 7–8 de agosto de 2012                  |
| Play-off               | Ronda de la eliminatoria      | 10 de agosto de 2012          | 21–22 de agosto de 2012                | 28–29 de agosto de 2012                |
| Fase de grupos         | Primer Partido                | 30 de agosto de 2012 (Mónaco) | 18–19 de septiembre de 2012            | 18–19 de septiembre de 2012            |
| Fase de grupos         | Segundo partido               | 30 de agosto de 2012 (Mónaco) | 2–3 de octubre de 2012                 | 2–3 de octubre de 2012                 |
| Fase de grupos         | Tercer partido                | 30 de agosto de 2012 (Mónaco) | 23–24 de octubre de 2012               | 23–24 de octubre de 2012               |
| Fase de grupos         | Cuarto partido                | 30 de agosto de 2012 (Mónaco) | 6–7 de noviembre de 2012               | 6–7 de noviembre de 2012               |
| Fase de grupos         | Quinto partido                | 30 de agosto de 2012 (Mónaco) | 20–21 de noviembre de 2012             | 20–21 de noviembre de 2012             |
| Fase de grupos         | Sexto partido                 | 30 de agosto de 2012 (Mónaco) | 4–5 de diciembre de 2012               | 4–5 de diciembre de 2012               |
| Eliminatorias directas | Octavos de final              | 20 de diciembre de 2012       | 12–13 y 19–20 de febrero de 2013       | 5–6 y 12–13 de marzo de 2013           |
| Eliminatorias directas | Cuartos de final              | 15 de marzo de 2013           | 2–3 de abril de 2013                   | 9–10 de abril de 2013                  |
| Eliminatorias directas | Semifinales                   | 12 de abril de 2013           | 23–24 de abril de 2013                 | 30 de abril – 1 de mayo de 2013        |
| Eliminatorias directas | Final                         | 12 de abril de 2013           | 25 de mayo de 2013 en Wembley, Londres | 25 de mayo de 2013 en Wembley, Londres |

## Fase clasificatoria
Un total de 76 equipos participarán en esta edición procedentes de un total de 52 federaciones afiliadas a la UEFA sin incluir la de Liechtenstein, la cual no tiene una competición de liga propia. De estos 76 equipos, 22 se clasificaron de forma directa. Los otros 54 disputarán diversas rondas previas hasta llegar a la fase de grupos.

### Primera ronda clasificatoria
Participarán los campeones de las 6 ligas con el coeficiente UEFA más bajo del año 2011. El sorteo tuvo lugar junto con el de las dos primeras rondas previas de la Liga Europa de la UEFA el 25 de junio de 2012; la ida de las eliminatorias se disputaron el 3 de julio, mientras que la vuelta el 10 de julio.
| Equipo local ida | Resultado   | Equipo visitante ida | Ida | Vuelta |
| ---------------- | ----------- | -------------------- | --- | ------ |
| F91 Dudelange    | 11:0        | SP Tre Penne         | 7:0 | 4:0    |
| Valletta FC      | 9:0         | FC Lusitanos         | 8:0 | 1:0    |
| Linfield FC      | 0:0 (4-3 p) | B36 Tórshavn         | 0:0 | 0:0    |

### Segunda ronda clasificatoria
Los siguientes 31 equipos campeones de las ligas clasificadas entre las posiciones 16 y 47 (ambas inclusive, y excluyendo a Liechtenstein, carente de una competición propia de liga) del ranking de coeficientes UEFA de 2011 participarán en la segunda ronda previa, a los que se le sumaran los tres clasificados de la ronda anterior. La ida de las eliminatorias se disputará el 17 y el 18 de julio, mientras que la vuelta se jugará el 24 y el 25 de julio.
En total participan 34 equipos:
| Equipo local ida    | Resultado | Equipo visitante ida | Ida | Vuelta |
| ------------------- | --------- | -------------------- | --- | ------ |
| Skënderbeu Korçë    | 1:3       | Debreceni VSC        | 1:0 | 0:3    |
| NK Maribor          | 6:2       | Željezničar          | 4:1 | 2:1    |
| MSK Zilina          | 1:2       | Ironi Kiryat Shmona  | 1:0 | 0:2    |
| BATE Borisov        | 3:2       | FK Vardar            | 3:2 | 0:0    |
| AEL Limassol        | 3:0       | Linfield FC          | 3:0 | 0:0    |
| Shamrock Rovers     | 1:2       | FK Ekranas           | 0:0 | 1:2    |
| Flora Tallinn       | 0:5       | Basilea              | 0:2 | 0:3    |
| The New Saints      | 0:3       | Helsingborgs IF      | 0:0 | 0:3    |
| HJK Helsinki        | 9:1       | KR Reykjavík         | 7:0 | 2:1    |
| Molde FK            | 4:1       | FK Ventspils         | 3:0 | 1:1    |
| F91 Dudelange       | (v)4:4    | Red Bull Salzburg    | 1:0 | 3:4    |
| Slovan Liberec      | (pr)2:1   | Shakhter Karagandy   | 1:0 | 1:1    |
| Ludogorets          | 3:4       | Dinamo Zagreb        | 1:1 | 2:3    |
| Neftchi Baku        | 5:2       | FC Zestafoni         | 3:0 | 2:2    |
| Ulisses FC          | 0:2       | Sheriff Tiraspol     | 0:1 | 0:1    |
| Valletta FC         | 2:7       | FK Partizán          | 1:4 | 1:3    |
| Budućnost Podgorica | 1:2       | Śląsk Wrocław        | 0:2 | 1:0    |

### Tercera ronda clasificatoria
Participaron los 17 ganadores de la ronda anterior junto a los campeones de las ligas clasificadas entre las posiciones 13 y 15 (ambas inclusive) del ranking de coeficientes UEFA de 2011. Los partidos de ida se disputaron el 31 de julio y el 1 de agosto, los de vuelta el 7 y el 8 de agosto.
En total participaron 20 equipos:

#### Ruta de campeones
| Equipo local ida    | Resultado | Equipo visitante ida | Ida | Vuelta |
| ------------------- | --------- | -------------------- | --- | ------ |
| NK Maribor          | 5:1       | F91 Dudelange        | 4:1 | 1:0    |
| BATE Borisov        | 3:1       | Debreceni VSC        | 1:1 | 2:0    |
| CFR Cluj            | 3:1       | Slovan Liberec       | 1:0 | 2:1    |
| RSC Anderlecht      | 11:0      | FK Ekranas           | 5:0 | 6:0    |
| Śląsk Wrocław       | 1:6       | Helsingborgs IF      | 0:3 | 1:3    |
| Sheriff Tiraspol    | 0:5       | Dinamo Zagreb        | 0:1 | 0:4    |
| Celtic FC           | 4:1       | HJK Helsinki         | 2:1 | 2:0    |
| Molde               | 1:2       | Basilea              | 0:1 | 1:1    |
| Ironi Kiryat Shmona | 6:2       | PFC Neftchi Baku     | 4:0 | 2:2    |
| AEL Limassol        | 2:0       | Partizán Belgrado    | 1:0 | 1:0    |

#### Ruta de liga
| Equipo local ida | Resultado | Equipo visitante ida | Ida | Vuelta |
| ---------------- | --------- | -------------------- | --- | ------ |
| Fenerbahçe       | 5:2       | Vaslui               | 1:1 | 4:1    |
| Motherwell       | 0:5       | Panathinaikos        | 0:2 | 0:3    |
| Copenhague       | 3:2       | Brujas               | 0:0 | 3:2    |
| Dinamo de Kiev   | 3:1       | Feyenoord Rotterdam  | 2:1 | 1:0    |

### Ronda dePlay-Off
Los partidos de ida se disputan el 21-22 de agosto, los de vuelta el 28 y 29 de agosto.

#### Ruta de campeones
Participarán los 10 ganadores de la ronda anterior de campeones de liga.
| Equipo local ida | Resultado | Equipo visitante ida | Ida | Vuelta |
| ---------------- | --------- | -------------------- | --- | ------ |
| Basilea          | 1:3       | CFR Cluj             | 1:2 | 0:1    |
| Helsingborgs IF  | 0:4       | Celtic               | 0:2 | 0:2    |
| BATE Borisov     | 3:1       | Ironi Kiryat Shmona  | 2:0 | 1:1    |
| AEL Limassol     | 2:3       | Anderlecht           | 2:1 | 0:2    |
| Dinamo Zagreb    | 3:1       | Maribor              | 2:1 | 1:0    |

#### Ruta de liga
Participarán los 4 ganadores de la ronda anterior de no campeones de liga, junto a los siguientes equipos clasificados directamente a los play-off. En total participarán 10 equipos:
| Equipo local ida         | Resultado    | Equipo visitante ida | Ida | Vuelta |
| ------------------------ | ------------ | -------------------- | --- | ------ |
| Sporting Braga           | 2:2 (5-4 p.) | Udinese              | 1:1 | 1:1    |
| Spartak de Moscú         | 3:2          | Fenerbahçe           | 2:1 | 1:1    |
| Málaga                   | 2:0          | Panathinaikos        | 2:0 | 0:0    |
| Borussia Mönchengladbach | 3:4          | Dinamo de Kiev       | 1:3 | 2:1    |
| Copenhague               | 1:2 (pró.)   | Lille                | 1:0 | 0:2    |

## Fase de grupos
En la fase de grupos de esta participarán los 10 equipos clasificados de los play-off (5 de la de campeones de liga y 5 de los no campeones de liga) junto a 22 clasificados de forma directa, formando un total de 32:
| 1.º bombo (Cabezas de serie) | 2º bombo              | 3º bombo            | 4º bombo          |
| ---------------------------- | --------------------- | ------------------- | ----------------- |
| Chelsea Campeón              | Valencia              | Olympiacos          | Celtic            |
| Barcelona                    | Benfica               | Ajax                | Borussia Dortmund |
| Manchester United            | Shakhtar Donetsk      | Anderlecht          | BATE Borisov      |
| Bayern Múnich                | Zenit San Petersburgo | Juventus            | Dinamo Zagreb     |
| Real Madrid                  | Schalke 04            | Spartak de Moscú    | CFR Cluj          |
| Arsenal                      | Manchester City       | París Saint-Germain | Málaga            |
| Porto                        | Sporting Braga        | Lille               | Montpellier       |
| Milan                        | Dinamo de Kiev        | Galatasaray         | Nordsjælland      |

|  | Equipos clasificados para los octavos de final.                              |
|  | Equipos repescados para los dieciseisavos de final de la UEFA Europa League. |
|  | Equipos eliminados de la competición.                                        |

### Grupo A
| Pos. | Equipo              | Pts. | PJ | G | E | P | GF | GC | Dif. |  |
| ---- | ------------------- | ---- | -- | - | - | - | -- | -- | ---- |  |
| 1    | París Saint-Germain | 15   | 6  | 5 | 0 | 1 | 14 | 3  | +11  |  |
| 2    | Porto               | 13   | 6  | 4 | 1 | 1 | 10 | 4  | +6   |  |
| 3    | Dinamo de Kiev      | 5    | 6  | 1 | 2 | 3 | 6  | 10 | −4   |  |
| 4    | Dinamo Zagreb       | 1    | 6  | 0 | 1 | 5 | 1  | 14 | −13  |  |

 Fuente: [cita requerida]
| Fecha            | Lugar             | Local               | Resultado | Visitante           |
| ---------------- | ----------------- | ------------------- | --------- | ------------------- |
| 18 de septiembre | Estadio Maksimir  | Dinamo Zagreb       | 0:2       | Porto               |
| 18 de septiembre | Parc des Princes  | París Saint-Germain | 4:1       | Dinamo de Kiev      |
| 3 de octubre     | Olímpico de Kiev  | Dinamo de Kiev      | 2:0       | Dinamo Zagreb       |
| 3 de octubre     | Estádio do Dragão | Porto               | 1:0       | París Saint-Germain |
| 24 de octubre    | Estádio do Dragão | Porto               | 3:2       | Dinamo de Kiev      |
| 24 de octubre    | Estadio Maksimir  | Dinamo Zagreb       | 0:2       | París Saint-Germain |
| 6 de noviembre   | Olímpico de Kiev  | Dinamo de Kiev      | 0:0       | Porto               |
| 6 de noviembre   | Parc des Princes  | París Saint-Germain | 4:0       | Dinamo Zagreb       |
| 21 de noviembre  | Estádio do Dragão | Porto               | 3:0       | Dinamo Zagreb       |
| 21 de noviembre  | Olímpico de Kiev  | Dinamo de Kiev      | 0:2       | París Saint-Germain |
| 4 de diciembre   | Estadio Maksimir  | Dinamo Zagreb       | 1:1       | Dinamo de Kiev      |
| 4 de diciembre   | Parc des Princes  | París Saint-Germain | 2:1       | Porto               |

### Grupo B
| Pos. | Equipo      | Pts. | PJ | G | E | P | GF | GC | Dif. |  |
| ---- | ----------- | ---- | -- | - | - | - | -- | -- | ---- |  |
| 1    | Schalke 04  | 12   | 6  | 3 | 3 | 0 | 10 | 6  | +4   |  |
| 2    | Arsenal     | 10   | 6  | 3 | 1 | 2 | 10 | 8  | +2   |  |
| 3    | Olympiacos  | 9    | 6  | 3 | 0 | 3 | 9  | 9  | 0    |  |
| 4    | Montpellier | 2    | 6  | 0 | 2 | 4 | 6  | 12 | −6   |  |

 Fuente: [cita requerida]
| Fecha            | Lugar                        | Local       | Resultado | Visitante   |
| ---------------- | ---------------------------- | ----------- | --------- | ----------- |
| 18 de septiembre | Stade de la Mosson           | Montpellier | 1:2       | Arsenal     |
| 18 de septiembre | Estadio Georgios Karaiskakis | Olympiacos  | 1:2       | Schalke 04  |
| 3 de octubre     | Arena AufSchalke             | Schalke 04  | 2:2       | Montpellier |
| 3 de octubre     | Arsenal Stadium              | Arsenal     | 3:1       | Olympiacos  |
| 24 de octubre    | Arsenal Stadium              | Arsenal     | 0:2       | Schalke 04  |
| 24 de octubre    | Stade de la Mosson           | Montpellier | 1:2       | Olympiacos  |
| 6 de noviembre   | Arena AufSchalke             | Schalke 04  | 2:2       | Arsenal     |
| 6 de noviembre   | Estadio Georgios Karaiskakis | Olympiacos  | 3:1       | Montpellier |
| 21 de noviembre  | Arsenal Stadium              | Arsenal     | 2:0       | Montpellier |
| 21 de noviembre  | Arena AufSchalke             | Schalke 04  | 1:0       | Olympiacos  |
| 4 de diciembre   | Stade de la Mosson           | Montpellier | 1:1       | Schalke 04  |
| 4 de diciembre   | Estadio Georgios Karaiskakis | Olympiacos  | 2:1       | Arsenal     |

### Grupo C
| Pos. | Equipo                | Pts. | PJ | G | E | P | GF | GC | Dif. |  |
| ---- | --------------------- | ---- | -- | - | - | - | -- | -- | ---- |  |
| 1    | Málaga                | 12   | 6  | 3 | 3 | 0 | 12 | 5  | +7   |  |
| 2    | Milan                 | 8    | 6  | 2 | 2 | 2 | 7  | 6  | +1   |  |
| 3    | Zenit San Petersburgo | 7    | 6  | 2 | 1 | 3 | 6  | 9  | −3   |  |
| 4    | Anderlecht            | 5    | 6  | 1 | 2 | 3 | 4  | 9  | −5   |  |

 Fuente: [cita requerida]
| Fecha            | Lugar             | Local                 | Resultado | Visitante             |
| ---------------- | ----------------- | --------------------- | --------- | --------------------- |
| 18 de septiembre | La Rosaleda       | Málaga                | 3:0       | Zenit San Petersburgo |
| 18 de septiembre | San Siro          | Milan                 | 0:0       | Anderlecht            |
| 3 de octubre     | C. Vanden Stock   | Anderlecht            | 0:3       | Málaga                |
| 3 de octubre     | Estadio Petrovsky | Zenit San Petersburgo | 2:3       | Milan                 |
| 24 de octubre    | Estadio Petrovsky | Zenit San Petersburgo | 1:0       | Anderlecht            |
| 24 de octubre    | La Rosaleda       | Málaga                | 1:0       | Milan                 |
| 6 de noviembre   | C. Vanden Stock   | Anderlecht            | 1:0       | Zenit San Petersburgo |
| 6 de noviembre   | San Siro          | Milan                 | 1:1       | Málaga                |
| 21 de noviembre  | Estadio Petrovsky | Zenit San Petersburgo | 2:2       | Málaga                |
| 21 de noviembre  | C. Vanden Stock   | Anderlecht            | 1:3       | Milan                 |
| 4 de diciembre   | La Rosaleda       | Málaga                | 2:2       | Anderlecht            |
| 4 de diciembre   | San Siro          | Milan                 | 0:1       | Zenit San Petersburgo |

### Grupo D
| Pos. | Equipo            | Pts. | PJ | G | E | P | GF | GC | Dif. |  |
| ---- | ----------------- | ---- | -- | - | - | - | -- | -- | ---- |  |
| 1    | Borussia Dortmund | 14   | 6  | 4 | 2 | 0 | 11 | 5  | +6   |  |
| 2    | Real Madrid       | 11   | 6  | 3 | 2 | 1 | 15 | 9  | +6   |  |
| 3    | Ajax              | 4    | 6  | 1 | 1 | 4 | 8  | 16 | −8   |  |
| 4    | Manchester City   | 3    | 6  | 0 | 3 | 3 | 7  | 11 | −4   |  |

 Fuente: [cita requerida]
| Fecha            | Lugar                | Local             | Resultado | Visitante         |
| ---------------- | -------------------- | ----------------- | --------- | ----------------- |
| 18 de septiembre | BVB Stadion Dortmund | Borussia Dortmund | 1:0       | Ajax              |
| 18 de septiembre | Santiago Bernabéu    | Real Madrid       | 3:2       | Manchester City   |
| 3 de octubre     | Ciudad de Mánchester | Manchester City   | 1:1       | Borussia Dortmund |
| 3 de octubre     | Ámsterdam Arena      | Ajax              | 1:4       | Real Madrid       |
| 24 de octubre    | Ámsterdam Arena      | Ajax              | 3:1       | Manchester City   |
| 24 de octubre    | BVB Stadion Dortmund | Borussia Dortmund | 2:1       | Real Madrid       |
| 6 de noviembre   | Ciudad de Mánchester | Manchester City   | 2:2       | Ajax              |
| 6 de noviembre   | Santiago Bernabéu    | Real Madrid       | 2:2       | Borussia Dortmund |
| 21 de noviembre  | Ámsterdam Arena      | Ajax              | 1:4       | Borussia Dortmund |
| 21 de noviembre  | Ciudad de Mánchester | Manchester City   | 1:1       | Real Madrid       |
| 4 de diciembre   | BVB Stadion Dortmund | Borussia Dortmund | 1:0       | Manchester City   |
| 4 de diciembre   | Santiago Bernabéu    | Real Madrid       | 4:1       | Ajax              |

### Grupo E
| Pos. | Equipo           | Pts. | PJ | G | E | P | GF | GC | Dif. |  |
| ---- | ---------------- | ---- | -- | - | - | - | -- | -- | ---- |  |
| 1    | Juventus         | 12   | 6  | 3 | 3 | 0 | 12 | 4  | +8   |  |
| 2    | Shakhtar Donetsk | 10   | 6  | 3 | 1 | 2 | 12 | 8  | +4   |  |
| 3    | Chelsea          | 10   | 6  | 3 | 1 | 2 | 16 | 10 | +6   |  |
| 4    | Nordsjælland     | 1    | 6  | 0 | 1 | 5 | 4  | 22 | −18  |  |

 Fuente: [cita requerida]
| Fecha            | Lugar            | Local            | Resultado | Visitante        |
| ---------------- | ---------------- | ---------------- | --------- | ---------------- |
| 19 de septiembre | Donbass Arena    | Shakhtar Donetsk | 2:0       | Nordsjælland     |
| 19 de septiembre | Stamford Bridge  | Chelsea          | 2:2       | Juventus         |
| 2 de octubre     | Juventus Stadium | Juventus         | 1:1       | Shakhtar Donetsk |
| 2 de octubre     | Parken Stadion   | Nordsjælland     | 0:4       | Chelsea          |
| 23 de octubre    | Parken Stadion   | Nordsjælland     | 1:1       | Juventus         |
| 23 de octubre    | Donbass Arena    | Shakhtar Donetsk | 2:1       | Chelsea          |
| 7 de noviembre   | Juventus Stadium | Juventus         | 4:0       | Nordsjælland     |
| 7 de noviembre   | Stamford Bridge  | Chelsea          | 3:2       | Shakhtar Donetsk |
| 20 de noviembre  | Parken Stadion   | Nordsjælland     | 2:5       | Shakhtar Donetsk |
| 20 de noviembre  | Juventus Stadium | Juventus         | 3:0       | Chelsea          |
| 5 de diciembre   | Donbass Arena    | Shakhtar Donetsk | 0:1       | Juventus         |
| 5 de diciembre   | Stamford Bridge  | Chelsea          | 6:1       | Nordsjælland     |

### Grupo F
| Pos. | Equipo        | Pts. | PJ | G | E | P | GF | GC | Dif. |  |
| ---- | ------------- | ---- | -- | - | - | - | -- | -- | ---- |  |
| 1    | Bayern Múnich | 13   | 6  | 4 | 1 | 1 | 15 | 7  | +8   |  |
| 2    | Valencia      | 13   | 6  | 4 | 1 | 1 | 12 | 5  | +7   |  |
| 3    | BATE Borisov  | 6    | 6  | 2 | 0 | 4 | 9  | 15 | −6   |  |
| 4    | Lille         | 3    | 6  | 1 | 0 | 5 | 4  | 13 | −9   |  |

 Fuente: [cita requerida]
| Fecha            | Lugar                 | Local            | Resultado | Visitante        |
| ---------------- | --------------------- | ---------------- | --------- | ---------------- |
| 19 de septiembre | Lille Métropole       | Lille            | 1:3       | BATE Borisov     |
| 19 de septiembre | Fußball Arena München | Bayern de Múnich | 2:1       | Valencia         |
| 2 de octubre     | Estadio Mestalla      | Valencia         | 2:0       | Lille            |
| 2 de octubre     | Dinamo Stadium        | BATE Borisov     | 3:1       | Bayern de Múnich |
| 23 de octubre    | Dinamo Stadium        | BATE Borisov     | 0:3       | Valencia         |
| 23 de octubre    | Lille Métropole       | Lille            | 0:1       | Bayern de Múnich |
| 7 de noviembre   | Estadio Mestalla      | Valencia         | 4:2       | BATE Borisov     |
| 7 de noviembre   | Fußball Arena München | Bayern de Múnich | 6:1       | Lille            |
| 20 de noviembre  | Dinamo Stadium        | BATE Borisov     | 0:2       | Lille            |
| 20 de noviembre  | Estadio Mestalla      | Valencia         | 1:1       | Bayern de Múnich |
| 5 de diciembre   | Lille Métropole       | Lille            | 0:1       | Valencia         |
| 5 de diciembre   | Fußball Arena München | Bayern de Múnich | 4:1       | BATE Borisov     |

### Grupo G
| Pos. | Equipo           | Pts. | PJ | G | E | P | GF | GC | Dif. |  |
| ---- | ---------------- | ---- | -- | - | - | - | -- | -- | ---- |  |
| 1    | Barcelona        | 13   | 6  | 4 | 1 | 1 | 11 | 5  | +6   |  |
| 2    | Celtic           | 10   | 6  | 3 | 1 | 2 | 9  | 8  | +1   |  |
| 3    | Benfica          | 8    | 6  | 2 | 2 | 2 | 5  | 5  | 0    |  |
| 4    | Spartak de Moscú | 3    | 6  | 1 | 0 | 5 | 7  | 14 | −7   |  |

 Fuente: [cita requerida]
| Fecha            | Lugar            | Local            | Resultado | Visitante        |
| ---------------- | ---------------- | ---------------- | --------- | ---------------- |
| 19 de septiembre | Camp Nou         | Barcelona        | 3:2       | Spartak de Moscú |
| 19 de septiembre | Celtic Park      | Celtic           | 0:0       | Benfica          |
| 2 de octubre     | Estadio Luzhniki | Spartak de Moscú | 2:3       | Celtic           |
| 2 de octubre     | Estádio da Luz   | Benfica          | 0:2       | Barcelona        |
| 23 de octubre    | Camp Nou         | Barcelona        | 2:1       | Celtic           |
| 23 de octubre    | Estadio Luzhniki | Spartak de Moscú | 2:1       | Benfica          |
| 7 de noviembre   | Estádio da Luz   | Benfica          | 2:0       | Spartak de Moscú |
| 7 de noviembre   | Celtic Park      | Celtic           | 2:1       | Barcelona        |
| 20 de noviembre  | Estadio Luzhniki | Spartak de Moscú | 0:3       | Barcelona        |
| 20 de noviembre  | Estádio da Luz   | Benfica          | 2:1       | Celtic           |
| 5 de diciembre   | Camp Nou         | Barcelona        | 0:0       | Benfica          |
| 5 de diciembre   | Celtic Park      | Celtic           | 2:1       | Spartak de Moscú |

### Grupo H
| Pos. | Equipo            | Pts. | PJ | G | E | P | GF | GC | Dif. |  |
| ---- | ----------------- | ---- | -- | - | - | - | -- | -- | ---- |  |
| 1    | Manchester United | 12   | 6  | 4 | 0 | 2 | 9  | 6  | +3   |  |
| 2    | Galatasaray       | 10   | 6  | 3 | 1 | 2 | 7  | 6  | +1   |  |
| 3    | CFR Cluj          | 10   | 6  | 3 | 1 | 2 | 9  | 7  | +2   |  |
| 4    | Sporting Braga    | 3    | 6  | 1 | 0 | 5 | 7  | 13 | −6   |  |

 Fuente: [cita requerida]
| Fecha            | Lugar                   | Local             | Resultado | Visitante         |
| ---------------- | ----------------------- | ----------------- | --------- | ----------------- |
| 19 de septiembre | Old Trafford            | Manchester United | 1:0       | Galatasaray       |
| 19 de septiembre | Municipal de Braga      | Sporting Braga    | 0:2       | CFR Cluj          |
| 2 de octubre     | Dr. C. Rădulescu        | CFR Cluj          | 1:2       | Manchester United |
| 2 de octubre     | A. S. Y. Spor Kompleksi | Galatasaray       | 0:2       | Sporting Braga    |
| 23 de octubre    | A. S. Y. Spor Kompleksi | Galatasaray       | 1:1       | CFR Cluj          |
| 23 de octubre    | Old Trafford            | Manchester United | 3:2       | Sporting Braga    |
| 7 de noviembre   | Dr. C. Rădulescu        | CFR Cluj          | 1:3       | Galatasaray       |
| 7 de noviembre   | Municipal de Braga      | Sporting Braga    | 1:3       | Manchester United |
| 20 de noviembre  | A. S. Y. Spor Kompleksi | Galatasaray       | 1:0       | Manchester United |
| 20 de noviembre  | Dr. C. Rădulescu        | CFR Cluj          | 3:1       | Sporting Braga    |
| 5 de diciembre   | Municipal de Braga      | Sporting Braga    | 1:2       | Galatasaray       |
| 5 de diciembre   | Old Trafford            | Manchester United | 0:1       | CFR Cluj          |

Todos los encuentros se disputan a las 20:45 CET, excepto los celebrados en Rusia, que se juegan a las 18:00 CET.
El Nordsjælland, Montpellier y Málaga debutan en la fase final de la Liga de Campeones.

## Segunda fase
Como novedad de esta temporada se da el caso del sorteo de la fase de semifinales, por lo que por primera vez en la competición, todas y cada una de las fases eliminatorias serán determinadas por sorteo.
La fase final de la competición se disputa en eliminatorias a doble partido, salvo la final, jugada a partido único. En estos encuentros rige la regla del gol de visitante, que determina que el equipo que haya marcado más goles como visitante gana la eliminatoria si hay empate en la diferencia de goles. En caso de estar la eliminatoria empatada tras los 180 minutos de ambos partidos se disputará una prórroga de 30 minutos, y si esta termina sin goles la eliminatoria se decidirá en una tanda de penaltis.
| Grupo | Bombo 1 (Líderes de grupo) | Bombo 2 (Segundos de grupo) |
| ----- | -------------------------- | --------------------------- |
| A     | París Saint-Germain        | Porto                       |
| B     | Schalke 04                 | Arsenal                     |
| C     | Málaga                     | Milan                       |
| D     | Borussia Dortmund          | Real Madrid                 |
| E     | Juventus                   | Shakhtar Donetsk            |
| F     | Bayern Múnich              | Valencia                    |
| G     | Barcelona                  | Celtic                      |
| H     | Manchester United          | Galatasaray                 |

### Eliminatorias
|  | Octavos de final                                                    | Octavos de final                                                    | Octavos de final                                                    | Octavos de final                                                    | Octavos de final                                                    |   |    | Cuartos de final                                              | Cuartos de final                                              | Cuartos de final                                              | Cuartos de final                                              | Cuartos de final                                              |  |    | Semifinales                                                             | Semifinales                                                             | Semifinales                                                             | Semifinales                                                             | Semifinales                                                             |  |    | Final                                          | Final                                          | Final                                          |  |
|  | 12 al 20 de febrero de 2013 (ida) 5 al 13 de marzo de 2013 (vuelta) | 12 al 20 de febrero de 2013 (ida) 5 al 13 de marzo de 2013 (vuelta) | 12 al 20 de febrero de 2013 (ida) 5 al 13 de marzo de 2013 (vuelta) | 12 al 20 de febrero de 2013 (ida) 5 al 13 de marzo de 2013 (vuelta) | 12 al 20 de febrero de 2013 (ida) 5 al 13 de marzo de 2013 (vuelta) |   |    | 2 y 3 de abril de 2013 (ida) 9 y 10 de abril de 2013 (vuelta) | 2 y 3 de abril de 2013 (ida) 9 y 10 de abril de 2013 (vuelta) | 2 y 3 de abril de 2013 (ida) 9 y 10 de abril de 2013 (vuelta) | 2 y 3 de abril de 2013 (ida) 9 y 10 de abril de 2013 (vuelta) | 2 y 3 de abril de 2013 (ida) 9 y 10 de abril de 2013 (vuelta) |  |    | 23 y 24 de abril de 2013 (ida) 30 de abril y 1 de mayo de 2013 (vuelta) | 23 y 24 de abril de 2013 (ida) 30 de abril y 1 de mayo de 2013 (vuelta) | 23 y 24 de abril de 2013 (ida) 30 de abril y 1 de mayo de 2013 (vuelta) | 23 y 24 de abril de 2013 (ida) 30 de abril y 1 de mayo de 2013 (vuelta) | 23 y 24 de abril de 2013 (ida) 30 de abril y 1 de mayo de 2013 (vuelta) |  |    | 25 de mayo de 2013 Estadio de Wembley, Londres | 25 de mayo de 2013 Estadio de Wembley, Londres | 25 de mayo de 2013 Estadio de Wembley, Londres |  |
|  |                                                                     |                                                                     |                                                                     |                                                                     |                                                                     |   |    |                                                               |                                                               |                                                               |                                                               |                                                               |  |    |                                                                         |                                                                         |                                                                         |                                                                         |                                                                         |  |    |                                                |                                                |                                                |  |
|  |                                                                     |                                                                     |                                                                     |                                                                     |                                                                     |   |    |                                                               |                                                               |                                                               |                                                               |                                                               |  |    |                                                                         |                                                                         |                                                                         |                                                                         |                                                                         |  |    |                                                |                                                |                                                |  |
|  | 2A                                                                  | Porto                                                               | 1                                                                   | 0                                                                   | 1                                                                   |   |    |                                                               |                                                               |                                                               |                                                               |                                                               |  |    |                                                                         |                                                                         |                                                                         |                                                                         |                                                                         |  |    |                                                |                                                |                                                |  |
|  | 2A                                                                  | Porto                                                               | 1                                                                   | 0                                                                   | 1                                                                   |   |    |                                                               |                                                               |                                                               |                                                               |                                                               |  |    |                                                                         |                                                                         |                                                                         |                                                                         |                                                                         |  |    |                                                |                                                |                                                |  |
|  | 1C                                                                  | Málaga                                                              | 0                                                                   | 2                                                                   | 2                                                                   |   |    |                                                               |                                                               |                                                               |                                                               |                                                               |  |    |                                                                         |                                                                         |                                                                         |                                                                         |                                                                         |  |    |                                                |                                                |                                                |  |
|  | 1C                                                                  | Málaga                                                              | 0                                                                   | 2                                                                   | 2                                                                   |   | 1C | Málaga                                                        | 0                                                             | 2                                                             | 2                                                             |                                                               |  |    |                                                                         |                                                                         |                                                                         |                                                                         |                                                                         |  |    |                                                |                                                |                                                |  |
|  |                                                                     |                                                                     |                                                                     |                                                                     |                                                                     |   | 1C | Málaga                                                        | 0                                                             | 2                                                             | 2                                                             |                                                               |  |    |                                                                         |                                                                         |                                                                         |                                                                         |                                                                         |  |    |                                                |                                                |                                                |  |
|  |                                                                     |                                                                     | 1D                                                                  | Borussia Dortmund                                                   | 0                                                                   | 3 | 3  |                                                               |                                                               |                                                               |                                                               |                                                               |  |    |                                                                         |                                                                         |                                                                         |                                                                         |                                                                         |  |    |                                                |                                                |                                                |  |
|  | 2E                                                                  | Shakhtar Donetsk                                                    | 1D                                                                  | Borussia Dortmund                                                   | 0                                                                   | 3 | 3  | 2                                                             | 0                                                             | 2                                                             |                                                               |                                                               |  |    |                                                                         |                                                                         |                                                                         |                                                                         |                                                                         |  |    |                                                |                                                |                                                |  |
|  | 2E                                                                  | Shakhtar Donetsk                                                    |                                                                     |                                                                     |                                                                     |   |    |                                                               |                                                               | 2                                                             |                                                               |                                                               |  |    |                                                                         |                                                                         |                                                                         |                                                                         |                                                                         |  |    |                                                |                                                |                                                |  |
|  | 1D                                                                  | Borussia Dortmund                                                   | 2                                                                   | 3                                                                   | 5                                                                   |   |    |                                                               |                                                               |                                                               |                                                               |                                                               |  |    |                                                                         |                                                                         |                                                                         |                                                                         |                                                                         |  |    |                                                |                                                |                                                |  |
|  | 1D                                                                  | Borussia Dortmund                                                   | 2                                                                   | 3                                                                   | 5                                                                   |   |    |                                                               |                                                               |                                                               |                                                               |                                                               |  | 1D | Borussia Dortmund                                                       | 4                                                                       | 0                                                                       | 4                                                                       |                                                                         |  |    |                                                |                                                |                                                |  |
|  |                                                                     |                                                                     |                                                                     |                                                                     |                                                                     |   |    |                                                               |                                                               |                                                               |                                                               |                                                               |  | 1D | Borussia Dortmund                                                       | 4                                                                       | 0                                                                       | 4                                                                       |                                                                         |  |    |                                                |                                                |                                                |  |
|  |                                                                     |                                                                     | 2D                                                                  | Real Madrid                                                         | 1                                                                   | 2 | 3  |                                                               |                                                               |                                                               |                                                               |                                                               |  |    |                                                                         |                                                                         |                                                                         |                                                                         |                                                                         |  |    |                                                |                                                |                                                |  |
|  | 2D                                                                  | Real Madrid                                                         | 2D                                                                  | Real Madrid                                                         | 1                                                                   | 2 | 3  | 1                                                             | 2                                                             | 3                                                             |                                                               |                                                               |  |    |                                                                         |                                                                         |                                                                         |                                                                         |                                                                         |  |    |                                                |                                                |                                                |  |
|  | 2D                                                                  | Real Madrid                                                         |                                                                     |                                                                     |                                                                     |   |    |                                                               |                                                               | 3                                                             |                                                               |                                                               |  |    |                                                                         |                                                                         |                                                                         |                                                                         |                                                                         |  |    |                                                |                                                |                                                |  |
|  | 1H                                                                  | Manchester United                                                   | 1                                                                   | 1                                                                   | 2                                                                   |   |    |                                                               |                                                               |                                                               |                                                               |                                                               |  |    |                                                                         |                                                                         |                                                                         |                                                                         |                                                                         |  |    |                                                |                                                |                                                |  |
|  | 1H                                                                  | Manchester United                                                   | 1                                                                   | 1                                                                   | 2                                                                   |   | 2D | Real Madrid                                                   | 3                                                             | 2                                                             | 5                                                             |                                                               |  |    |                                                                         |                                                                         |                                                                         |                                                                         |                                                                         |  |    |                                                |                                                |                                                |  |
|  |                                                                     |                                                                     |                                                                     |                                                                     |                                                                     |   | 2D | Real Madrid                                                   | 3                                                             | 2                                                             | 5                                                             |                                                               |  |    |                                                                         |                                                                         |                                                                         |                                                                         |                                                                         |  |    |                                                |                                                |                                                |  |
|  |                                                                     |                                                                     | 2H                                                                  | Galatasaray                                                         | 0                                                                   | 3 | 3  |                                                               |                                                               |                                                               |                                                               |                                                               |  |    |                                                                         |                                                                         |                                                                         |                                                                         |                                                                         |  |    |                                                |                                                |                                                |  |
|  | 2H                                                                  | Galatasaray                                                         | 2H                                                                  | Galatasaray                                                         | 0                                                                   | 3 | 3  | 1                                                             | 3                                                             | 4                                                             |                                                               |                                                               |  |    |                                                                         |                                                                         |                                                                         |                                                                         |                                                                         |  |    |                                                |                                                |                                                |  |
|  | 2H                                                                  | Galatasaray                                                         |                                                                     |                                                                     |                                                                     |   |    |                                                               |                                                               | 4                                                             |                                                               |                                                               |  |    |                                                                         |                                                                         |                                                                         |                                                                         |                                                                         |  |    |                                                |                                                |                                                |  |
|  | 1B                                                                  | Schalke 04                                                          | 1                                                                   | 2                                                                   | 3                                                                   |   |    |                                                               |                                                               |                                                               |                                                               |                                                               |  |    |                                                                         |                                                                         |                                                                         |                                                                         |                                                                         |  |    |                                                |                                                |                                                |  |
|  | 1B                                                                  | Schalke 04                                                          | 1                                                                   | 2                                                                   | 3                                                                   |   |    |                                                               |                                                               |                                                               |                                                               |                                                               |  |    |                                                                         |                                                                         |                                                                         |                                                                         |                                                                         |  | 1D | Borussia Dortmund                              | 1                                              |                                                |  |
|  |                                                                     |                                                                     |                                                                     |                                                                     |                                                                     |   |    |                                                               |                                                               |                                                               |                                                               |                                                               |  |    |                                                                         |                                                                         |                                                                         |                                                                         |                                                                         |  | 1D | Borussia Dortmund                              | 1                                              |                                                |  |
|  |                                                                     |                                                                     | 1F                                                                  | Bayern Múnich                                                       | 2                                                                   |   |    |                                                               |                                                               |                                                               |                                                               |                                                               |  |    |                                                                         |                                                                         |                                                                         |                                                                         |                                                                         |  |    |                                                |                                                |                                                |  |
|  | 2B                                                                  | Arsenal                                                             | 1F                                                                  | Bayern Múnich                                                       | 2                                                                   | 1 | 2  | 3                                                             |                                                               |                                                               |                                                               |                                                               |  |    |                                                                         |                                                                         |                                                                         |                                                                         |                                                                         |  |    |                                                |                                                |                                                |  |
|  | 2B                                                                  | Arsenal                                                             |                                                                     |                                                                     |                                                                     |   |    |                                                               |                                                               |                                                               |                                                               |                                                               |  |    |                                                                         |                                                                         |                                                                         |                                                                         |                                                                         |  |    |                                                |                                                |                                                |  |
|  | 1F                                                                  | Bayern Múnich (v.)                                                  | 3                                                                   | 0                                                                   | 3                                                                   |   |    |                                                               |                                                               |                                                               |                                                               |                                                               |  |    |                                                                         |                                                                         |                                                                         |                                                                         |                                                                         |  |    |                                                |                                                |                                                |  |
|  | 1F                                                                  | Bayern Múnich (v.)                                                  | 3                                                                   | 0                                                                   | 3                                                                   |   | 1F | Bayern Múnich                                                 | 2                                                             | 2                                                             | 4                                                             |                                                               |  |    |                                                                         |                                                                         |                                                                         |                                                                         |                                                                         |  |    |                                                |                                                |                                                |  |
|  |                                                                     |                                                                     |                                                                     |                                                                     |                                                                     |   | 1F | Bayern Múnich                                                 | 2                                                             | 2                                                             | 4                                                             |                                                               |  |    |                                                                         |                                                                         |                                                                         |                                                                         |                                                                         |  |    |                                                |                                                |                                                |  |
|  |                                                                     |                                                                     | 1E                                                                  | Juventus                                                            | 0                                                                   | 0 | 0  |                                                               |                                                               |                                                               |                                                               |                                                               |  |    |                                                                         |                                                                         |                                                                         |                                                                         |                                                                         |  |    |                                                |                                                |                                                |  |
|  | 2G                                                                  | Celtic                                                              | 1E                                                                  | Juventus                                                            | 0                                                                   | 0 | 0  | 0                                                             | 0                                                             | 0                                                             |                                                               |                                                               |  |    |                                                                         |                                                                         |                                                                         |                                                                         |                                                                         |  |    |                                                |                                                |                                                |  |
|  | 2G                                                                  | Celtic                                                              |                                                                     |                                                                     |                                                                     |   |    |                                                               |                                                               | 0                                                             |                                                               |                                                               |  |    |                                                                         |                                                                         |                                                                         |                                                                         |                                                                         |  |    |                                                |                                                |                                                |  |
|  | 1E                                                                  | Juventus                                                            | 3                                                                   | 2                                                                   | 5                                                                   |   |    |                                                               |                                                               |                                                               |                                                               |                                                               |  |    |                                                                         |                                                                         |                                                                         |                                                                         |                                                                         |  |    |                                                |                                                |                                                |  |
|  | 1E                                                                  | Juventus                                                            | 3                                                                   | 2                                                                   | 5                                                                   |   |    |                                                               |                                                               |                                                               |                                                               |                                                               |  | 1F | Bayern Múnich                                                           | 4                                                                       | 3                                                                       | 7                                                                       |                                                                         |  |    |                                                |                                                |                                                |  |
|  |                                                                     |                                                                     |                                                                     |                                                                     |                                                                     |   |    |                                                               |                                                               |                                                               |                                                               |                                                               |  | 1F | Bayern Múnich                                                           | 4                                                                       | 3                                                                       | 7                                                                       |                                                                         |  |    |                                                |                                                |                                                |  |
|  |                                                                     |                                                                     | 1G                                                                  | Barcelona                                                           | 0                                                                   | 0 | 0  |                                                               |                                                               |                                                               |                                                               |                                                               |  |    |                                                                         |                                                                         |                                                                         |                                                                         |                                                                         |  |    |                                                |                                                |                                                |  |
|  | 2F                                                                  | Valencia                                                            | 1G                                                                  | Barcelona                                                           | 0                                                                   | 0 | 0  | 1                                                             | 1                                                             | 2                                                             |                                                               |                                                               |  |    |                                                                         |                                                                         |                                                                         |                                                                         |                                                                         |  |    |                                                |                                                |                                                |  |
|  | 2F                                                                  | Valencia                                                            |                                                                     |                                                                     |                                                                     |   |    |                                                               |                                                               | 2                                                             |                                                               |                                                               |  |    |                                                                         |                                                                         |                                                                         |                                                                         |                                                                         |  |    |                                                |                                                |                                                |  |
|  | 1A                                                                  | París Saint-Germain                                                 | 2                                                                   | 1                                                                   | 3                                                                   |   |    |                                                               |                                                               |                                                               |                                                               |                                                               |  |    |                                                                         |                                                                         |                                                                         |                                                                         |                                                                         |  |    |                                                |                                                |                                                |  |
|  | 1A                                                                  | París Saint-Germain                                                 | 2                                                                   | 1                                                                   | 3                                                                   |   | 1A | París Saint-Germain                                           | 2                                                             | 1                                                             | 3                                                             |                                                               |  |    |                                                                         |                                                                         |                                                                         |                                                                         |                                                                         |  |    |                                                |                                                |                                                |  |
|  |                                                                     |                                                                     |                                                                     |                                                                     |                                                                     |   | 1A | París Saint-Germain                                           | 2                                                             | 1                                                             | 3                                                             |                                                               |  |    |                                                                         |                                                                         |                                                                         |                                                                         |                                                                         |  |    |                                                |                                                |                                                |  |
|  |                                                                     |                                                                     | 1G                                                                  | Barcelona (v.)                                                      | 2                                                                   | 1 | 3  |                                                               |                                                               |                                                               |                                                               |                                                               |  |    |                                                                         |                                                                         |                                                                         |                                                                         |                                                                         |  |    |                                                |                                                |                                                |  |
|  | 2C                                                                  | Milan                                                               | 1G                                                                  | Barcelona (v.)                                                      | 2                                                                   | 1 | 3  | 2                                                             | 0                                                             | 2                                                             |                                                               |                                                               |  |    |                                                                         |                                                                         |                                                                         |                                                                         |                                                                         |  |    |                                                |                                                |                                                |  |
|  | 2C                                                                  | Milan                                                               |                                                                     |                                                                     |                                                                     |   |    |                                                               |                                                               | 2                                                             |                                                               |                                                               |  |    |                                                                         |                                                                         |                                                                         |                                                                         |                                                                         |  |    |                                                |                                                |                                                |  |
|  | 1G                                                                  | Barcelona                                                           | 0                                                                   | 4                                                                   | 4                                                                   |   |    |                                                               |                                                               |                                                               |                                                               |                                                               |  |    |                                                                         |                                                                         |                                                                         |                                                                         |                                                                         |  |    |                                                |                                                |                                                |  |
|  | 1G                                                                  | Barcelona                                                           | 0                                                                   | 4                                                                   | 4                                                                   |   |    |                                                               |                                                               |                                                               |                                                               |                                                               |  |    |                                                                         |                                                                         |                                                                         |                                                                         |                                                                         |  |    |                                                |                                                |                                                |  |
|  |                                                                     |                                                                     |                                                                     |                                                                     |                                                                     |   |    |                                                               |                                                               |                                                               |                                                               |                                                               |  |    |                                                                         |                                                                         |                                                                         |                                                                         |                                                                         |  |    |                                                |                                                |                                                |  |

### Octavos de final
| 20 de febrero de 2013 | Galatasaray | 1:1 (1:1) | Schalke 04 | A. S. Y. Spor Kompleksi, Estambul                          |                                                            |
|                       | Yılmaz 12'  | Reporte   | Jones 45'  | Asistencia: 50 734 espectadores Árbitro(s): William Collum | Asistencia: 50 734 espectadores Árbitro(s): William Collum |

| 12 de marzo de 2013 | Schalke 04                  | 2:3 (1:2) | Galatasaray                             | Arena AufSchalke, Gelsenkirchen                            |                                                            |
|                     | Neustädter 17' · Bastos 63' | Reporte   | Altintop 37' · Yılmaz 42' · Bulut 90+5' | Asistencia: 54 142 espectadores Árbitro(s): Jonas Eriksson | Asistencia: 54 142 espectadores Árbitro(s): Jonas Eriksson |

| 12 de febrero de 2013 | Celtic | 0:3 (0:1) | Juventus                               | Celtic Park, Glasgow                                                 |                                                                      |
|                       |        | Reporte   | Matri 3' · Marchisio 77' · Vučinić 83' | Asistencia: 57 917 espectadores Árbitro(s): Alberto Undiano Mallenco | Asistencia: 57 917 espectadores Árbitro(s): Alberto Undiano Mallenco |

| 6 de marzo de 2013 | Juventus                     | 2:0 (1:0) | Celtic | Juventus Stadium, Turín                                   |                                                           |
|                    | Matri 24' · Quagliarella 65' | Reporte   |        | Asistencia: 39 011 espectadores Árbitro(s): Fırat Aydınus | Asistencia: 39 011 espectadores Árbitro(s): Fırat Aydınus |

| 19 de febrero de 2013 | Arsenal      | 1:3 (0:2) | Bayern Múnich                         | Arsenal Stadium, Londres                                      |                                                               |
|                       | Podolski 54' | Reporte   | Kroos 7' · Müller 20' · Mandžukić 76' | Asistencia: 59 974 espectadores Árbitro(s): Svein Oddvar Moen | Asistencia: 59 974 espectadores Árbitro(s): Svein Oddvar Moen |

| 13 de marzo de 2013 | Bayern Múnich | 0:2 (0:1) | Arsenal                   | Fußball Arena München, Múnich                              |                                                            |
|                     |               | Reporte   | Giroud 3' · Koscielny 85' | Asistencia: 68 000 espectadores Árbitro(s): Pavel Královec | Asistencia: 68 000 espectadores Árbitro(s): Pavel Královec |

| 13 de febrero de 2013 | Shakhtar Donetsk             | 2:2 (1:1) | Borussia Dortmund             | Donbass Arena, Donetsk                                  |                                                         |
|                       | Srna 30' · Douglas Costa 68' | Reporte   | Lewandowski 41' · Hummels 87' | Asistencia: 49 050 espectadores Árbitro(s): Howard Webb | Asistencia: 49 050 espectadores Árbitro(s): Howard Webb |

| 5 de marzo de 2013 | Borussia Dortmund                            | 3:0 (2:0) | Shakhtar Donetsk | BVB Stadion Dortmund, Dortmund                            |                                                           |
|                    | Santana 31' · Götze 37' · Błaszczykowski 59' | Reporte   |                  | Asistencia: 65 413 espectadores Árbitro(s): Damir Skomina | Asistencia: 65 413 espectadores Árbitro(s): Damir Skomina |

| 20 de febrero de 2013 | Milan                     | 2:0 (0:0) | Barcelona | San Siro, Milán                                           |                                                           |
|                       | Boateng 57' · Muntari 81' | Reporte   |           | Asistencia: 79 532 espectadores Árbitro(s): Craig Thomson | Asistencia: 79 532 espectadores Árbitro(s): Craig Thomson |

| 12 de marzo de 2013 | Barcelona                             | 4:0 (2:0) | Milan | Camp Nou, Barcelona                                       |                                                           |
|                     | Messi 5' 39' · Villa 55' · Alba 90+2' | Reporte   |       | Asistencia: 94 944 espectadores Árbitro(s): Viktor Kassai | Asistencia: 94 944 espectadores Árbitro(s): Viktor Kassai |

| 13 de febrero de 2013 | Real Madrid           | 1:1 (1:1) | Manchester United | Estadio Santiago Bernabéu, Madrid                       |                                                         |
|                       | Cristiano Ronaldo 30' | Reporte   | Welbeck 20'       | Asistencia: 79 429 espectadores Árbitro(s): Felix Brych | Asistencia: 79 429 espectadores Árbitro(s): Felix Brych |

| 5 de marzo de 2013 | Manchester United | 1:2 (0:0) | Real Madrid                        | Old Trafford, Mánchester                                 |                                                          |
|                    | Ramos 48'         | Reporte   | Modrić 66' · Cristiano Ronaldo 68' | Asistencia: 74 959 espectadores Árbitro(s): Cüneyt Çakir | Asistencia: 74 959 espectadores Árbitro(s): Cüneyt Çakir |

| 12 de febrero de 2013 | Valencia | 1:2 (0:2) | París Saint-Germain       | Estadio Mestalla, Valencia                                    |                                                               |
|                       | Rami 89' | Reporte   | Lavezzi 10' · Pastore 43' | Asistencia: 36 000 espectadores Árbitro(s): Paolo Tagliavento | Asistencia: 36 000 espectadores Árbitro(s): Paolo Tagliavento |

| 6 de marzo de 2013 | París Saint-Germain | 1:1 (0:0) | Valencia  | Parc des Princes, París                                   |                                                           |
|                    | Lavezzi 66'         | Reporte   | Jonas 55' | Asistencia: 44 867 espectadores Árbitro(s): Milorad Mažić | Asistencia: 44 867 espectadores Árbitro(s): Milorad Mažić |

| 19 de febrero de 2013 | Porto        | 1:0 (0:0) | Málaga | Estádio do Dragão, Oporto                                    |                                                              |
|                       | Moutinho 56' | Reporte   |        | Asistencia: 42 209 espectadores Árbitro(s): Mark Clattenburg | Asistencia: 42 209 espectadores Árbitro(s): Mark Clattenburg |

| 13 de marzo de 2013 | Málaga                    | 2:0 (1:0) | Porto | Estadio La Rosaleda, Málaga                                |                                                            |
|                     | Isco 43' · Santa Cruz 77' | Reporte   |       | Asistencia: 30 000 espectadores Árbitro(s): Nicola Rizzoli | Asistencia: 30 000 espectadores Árbitro(s): Nicola Rizzoli |

### Cuartos de final
| 3 de abril de 2013 | Málaga | 0:0     | Borussia Dortmund | Estadio La Rosaleda, Málaga                                |                                                            |
|                    |        | Reporte |                   | Asistencia: 28 548 espectadores Árbitro(s): Jonas Eriksson | Asistencia: 28 548 espectadores Árbitro(s): Jonas Eriksson |

| 9 de abril de 2013 | Borussia Dortmund                            | 3:2 (1:1) | Málaga                   | BVB Stadion Dortmund, Dortmund                            |                                                           |
|                    | Lewandowski 40' · Reus 90+1' · Santana 90+2' | Reporte   | Joaquín 25' · Eliseu 82' | Asistencia: 65 829 espectadores Árbitro(s): Craig Thomson | Asistencia: 65 829 espectadores Árbitro(s): Craig Thomson |

| 3 de abril de 2013 | Real Madrid                                      | 3:0 (2:0) | Galatasaray | Estadio Santiago Bernabéu, Madrid                             |                                                               |
|                    | Cristiano Ronaldo 9' · Benzema 29' · Higuaín 73' | Reporte   |             | Asistencia: 76 462 espectadores Árbitro(s): Svein Oddvar Moen | Asistencia: 76 462 espectadores Árbitro(s): Svein Oddvar Moen |

| 9 de abril de 2013 | Galatasaray                           | 3:2 (0:1) | Real Madrid                | A. S. Y. Spor Kompleksi, Estambul                           |                                                             |
|                    | Eboué 57' · Sneijder 71' · Drogba 72' | Reporte   | Cristiano Ronaldo 7' 90+3' | Asistencia: 49 975 espectadores Árbitro(s): Stéphane Lannoy | Asistencia: 49 975 espectadores Árbitro(s): Stéphane Lannoy |

| 2 de abril de 2013 | París Saint-Germain             | 2:2 (0:1) | Barcelona            | Parc des Princes, París                                    |                                                            |
|                    | Ibrahimović 79' · Matuidi 90+4' | Reporte   | Messi 38' · Xavi 90' | Asistencia: 45 336 espectadores Árbitro(s): Wolfgang Stark | Asistencia: 45 336 espectadores Árbitro(s): Wolfgang Stark |

| 10 de abril de 2013 | Barcelona | 1:1 (0:0) | París Saint-Germain | Camp Nou, Barcelona                                       |                                                           |
|                     | Pedro 71' | Reporte   | Pastore 50'         | Asistencia: 96 022 espectadores Árbitro(s): Bjorn Kuipers | Asistencia: 96 022 espectadores Árbitro(s): Bjorn Kuipers |

| 2 de abril de 2013 | Bayern Múnich         | 2:0 (1:0) | Juventus | Fußball Arena München, Múnich                                |                                                              |
|                    | Alaba 1' · Müller 63' | Reporte   |          | Asistencia: 68 000 espectadores Árbitro(s): Mark Clattenburg | Asistencia: 68 000 espectadores Árbitro(s): Mark Clattenburg |

| 10 de abril de 2013 | Juventus | 0:2 (0:0) | Bayern Múnich                 | Juventus Stadium, Turín                                             |                                                                     |
|                     |          | Reporte   | Mandžukić 64' · Pizarro 90+1' | Asistencia: 43 823 espectadores Árbitro(s): Carlos Velasco Carballo | Asistencia: 43 823 espectadores Árbitro(s): Carlos Velasco Carballo |

### Semifinales
El 13 de abril de 2013 se celebró el sorteo de la ronda de semifinales que consistían en partidos eliminatorios de ida y vuelta. Se disputaron estos encuentros desde el 23 de abril de 2013 hasta el 1 de mayo del mismo año. Cabe destacar el 4-0 que le infligió el Bayern de Múnich al F. C. Barcelona en semifinales y el 4-1 del Borussia Dortmund al Real Madrid, siendo éstas la más grandes goleadas en una semifinal bajo el formato de Liga de Campeones.
| 23 de abril de 2013 | Bayern Múnich                           | 4:0 (1:0) | Barcelona | Fußball Arena München, Múnich                             |                                                           |
|                     | Müller 25' 82' · Gómez 49' · Robben 73' | Reporte   |           | Asistencia: 68 000 espectadores Árbitro(s): Viktor Kassai | Asistencia: 68 000 espectadores Árbitro(s): Viktor Kassai |

| 1 de mayo de 2013 | Barcelona | 0:3 (0:0) | Bayern Múnich                       | Camp Nou, Barcelona                                       |                                                           |
| |           | Reporte   | Robben 49' · Piqué 72' · Müller 76' | Asistencia: 95 877 espectadores Árbitro(s): Damir Skomina | Asistencia: 95 877 espectadores Árbitro(s): Damir Skomina |
| El 0-7 que le anotó Bayern Múnich al Barcelona, es hasta el momento la mayor goleada en una semifinal de Champions League. |           |           |                                     |                                                           |                                                           |

| 24 de abril de 2013                                                                                              | Borussia Dortmund          | 4:1 (1:1) | Real Madrid           | BVB Stadion Dortmund, Dortmund                            |                                                           |
| | Lewandowski 8' 50' 55' 66' | Reporte   | Cristiano Ronaldo 43' | Asistencia: 65 829 espectadores Árbitro(s): Bjorn Kuipers | Asistencia: 65 829 espectadores Árbitro(s): Bjorn Kuipers |
| Robert Lewandowski se convierte en el primer jugador en anontar un poker en semifinales de UEFA Champions League |                            |           |                       |                                                           |                                                           |

| 30 de abril de 2013 | Real Madrid             | 2:0 (0:0) | Borussia Dortmund | Santiago Bernabéu, Madrid                               |                                                         |
|                     | Benzema 83' · Ramos 88' | Reporte   |                   | Asistencia: 69 429 espectadores Árbitro(s): Howard Webb | Asistencia: 69 429 espectadores Árbitro(s): Howard Webb |

## Final
Para un completo detalle de la final y sus datos estadísticos véase Final (2012-13)
Bayern de Múnich y Borussia Dortmund se vieron las caras por quinta vez en la temporada. Tras un primer período sin goles, fue el Bayern quien con un gol de Mario Mandžukić abrió el marcador. Empató para el Borussia Ilkay Gündogan, al transformar un penal sobre Marco Reus. Cuando el encuentro se encaminaba a la prórroga Arjen Robben, tras un taconazo de Franck Ribéry anotó el 2-1 definitivo, dando al conjunto muniqués su quinta Copa de Europa.
| 1     | POR   | Roman Weidenfeller   |       |
| 26    | DEF   | Łukasz Piszczek      |       |
| 4     | DEF   | Neven Subotić        |       |
| 15    | DEF   | Mats Hummels         |       |
| 29    | DEF   | Marcel Schmelzer     |       |
| 8     | MED   | İlkay Gündoğan       |       |
| 6     | MED   | Sven Bender          | 90+1' |
| 16    | MED   | Jakub Błaszczykowski | 90+1' |
| 11    | MED   | Marco Reus           |       |
| 19    | MED   | Kevin Großkreutz     |       |
| 9     | DEL   | Robert Lewandowski   |       |
| D. T. | D. T. | Jürgen Klopp         |       |

| 1     | POR   | Manuel Neuer           |       |
| 21    | DEF   | Philipp Lahm           |       |
| 17    | DEF   | Jérôme Boateng         |       |
| 4     | DEF   | Dante                  |       |
| 27    | DEF   | David Alaba            |       |
| 31    | MED   | Bastian Schweinsteiger |       |
| 8     | MED   | Javi Martínez          |       |
| 10    | MED   | Arjen Robben           |       |
| 25    | MED   | Thomas Müller          |       |
| 7     | MED   | Franck Ribéry          | 90+1' |
| 9     | DEL   | Mario Mandžukić        | 90+2' |
| D. T. | D. T. | Jupp Heynckes          |       |

| 18 | MED | Nuri Şahin      | 90+1' |
| 23 | MED | Julian Schieber | 90+1' |

| 30 | MED | Luiz Gustavo | 90+1' |
| 33 | DEL | Mario Gómez  | 90+4' |

| 68' | İlkay Gündoğan | 1:1 |

| 60' · 89' | Mario Mandžukić Arjen Robben | 0:1 1:2 |

| 73' | Kevin Großkreutz |

| 29' · 73' | Dante Franck Ribéry |

| Principal  | Nicola Rizzoli  |
| Asistentes | Renato Faverani |
|            | Andrea Stefani  |
| Cuarto     | Damir Skomina   |

| Áreas | Gianluca Rocchi   |
|       | Paolo Tagliavento |

| 1     | POR   | Roman Weidenfeller   |       |
| 26    | DEF   | Łukasz Piszczek      |       |
| 4     | DEF   | Neven Subotić        |       |
| 15    | DEF   | Mats Hummels         |       |
| 29    | DEF   | Marcel Schmelzer     |       |
| 8     | MED   | İlkay Gündoğan       |       |
| 6     | MED   | Sven Bender          | 90+1' |
| 16    | MED   | Jakub Błaszczykowski | 90+1' |
| 11    | MED   | Marco Reus           |       |
| 19    | MED   | Kevin Großkreutz     |       |
| 9     | DEL   | Robert Lewandowski   |       |
| D. T. | D. T. | Jürgen Klopp         |       |

| 1     | POR   | Manuel Neuer           |       |
| 21    | DEF   | Philipp Lahm           |       |
| 17    | DEF   | Jérôme Boateng         |       |
| 4     | DEF   | Dante                  |       |
| 27    | DEF   | David Alaba            |       |
| 31    | MED   | Bastian Schweinsteiger |       |
| 8     | MED   | Javi Martínez          |       |
| 10    | MED   | Arjen Robben           |       |
| 25    | MED   | Thomas Müller          |       |
| 7     | MED   | Franck Ribéry          | 90+1' |
| 9     | DEL   | Mario Mandžukić        | 90+2' |
| D. T. | D. T. | Jupp Heynckes          |       |

| 18 | MED | Nuri Şahin      | 90+1' |
| 23 | MED | Julian Schieber | 90+1' |

| 30 | MED | Luiz Gustavo | 90+1' |
| 33 | DEL | Mario Gómez  | 90+4' |

| 68' | İlkay Gündoğan | 1:1 |

| 60' · 89' | Mario Mandžukić Arjen Robben | 0:1 1:2 |

| 73' | Kevin Großkreutz |

| 29' · 73' | Dante Franck Ribéry |

| Principal  | Nicola Rizzoli  |
| Asistentes | Renato Faverani |
|            | Andrea Stefani  |
| Cuarto     | Damir Skomina   |

| Áreas | Gianluca Rocchi   |
|       | Paolo Tagliavento |

| 1     | POR   | Roman Weidenfeller   |       |
| 26    | DEF   | Łukasz Piszczek      |       |
| 4     | DEF   | Neven Subotić        |       |
| 15    | DEF   | Mats Hummels         |       |
| 29    | DEF   | Marcel Schmelzer     |       |
| 8     | MED   | İlkay Gündoğan       |       |
| 6     | MED   | Sven Bender          | 90+1' |
| 16    | MED   | Jakub Błaszczykowski | 90+1' |
| 11    | MED   | Marco Reus           |       |
| 19    | MED   | Kevin Großkreutz     |       |
| 9     | DEL   | Robert Lewandowski   |       |
| D. T. | D. T. | Jürgen Klopp         |       |

| 1     | POR   | Manuel Neuer           |       |
| 21    | DEF   | Philipp Lahm           |       |
| 17    | DEF   | Jérôme Boateng         |       |
| 4     | DEF   | Dante                  |       |
| 27    | DEF   | David Alaba            |       |
| 31    | MED   | Bastian Schweinsteiger |       |
| 8     | MED   | Javi Martínez          |       |
| 10    | MED   | Arjen Robben           |       |
| 25    | MED   | Thomas Müller          |       |
| 7     | MED   | Franck Ribéry          | 90+1' |
| 9     | DEL   | Mario Mandžukić        | 90+2' |
| D. T. | D. T. | Jupp Heynckes          |       |

| 18 | MED | Nuri Şahin      | 90+1' |
| 23 | MED | Julian Schieber | 90+1' |

| 30 | MED | Luiz Gustavo | 90+1' |
| 33 | DEL | Mario Gómez  | 90+4' |

| 68' | İlkay Gündoğan | 1:1 |

| 60' · 89' | Mario Mandžukić Arjen Robben | 0:1 1:2 |

| 73' | Kevin Großkreutz |

| 29' · 73' | Dante Franck Ribéry |

| Principal  | Nicola Rizzoli  |
| Asistentes | Renato Faverani |
|            | Andrea Stefani  |
| Cuarto     | Damir Skomina   |

| Áreas | Gianluca Rocchi   |
|       | Paolo Tagliavento |

| 1     | POR   | Roman Weidenfeller   |       |
| 26    | DEF   | Łukasz Piszczek      |       |
| 4     | DEF   | Neven Subotić        |       |
| 15    | DEF   | Mats Hummels         |       |
| 29    | DEF   | Marcel Schmelzer     |       |
| 8     | MED   | İlkay Gündoğan       |       |
| 6     | MED   | Sven Bender          | 90+1' |
| 16    | MED   | Jakub Błaszczykowski | 90+1' |
| 11    | MED   | Marco Reus           |       |
| 19    | MED   | Kevin Großkreutz     |       |
| 9     | DEL   | Robert Lewandowski   |       |
| D. T. | D. T. | Jürgen Klopp         |       |

| 1     | POR   | Manuel Neuer           |       |
| 21    | DEF   | Philipp Lahm           |       |
| 17    | DEF   | Jérôme Boateng         |       |
| 4     | DEF   | Dante                  |       |
| 27    | DEF   | David Alaba            |       |
| 31    | MED   | Bastian Schweinsteiger |       |
| 8     | MED   | Javi Martínez          |       |
| 10    | MED   | Arjen Robben           |       |
| 25    | MED   | Thomas Müller          |       |
| 7     | MED   | Franck Ribéry          | 90+1' |
| 9     | DEL   | Mario Mandžukić        | 90+2' |
| D. T. | D. T. | Jupp Heynckes          |       |

| 18 | MED | Nuri Şahin      | 90+1' |
| 23 | MED | Julian Schieber | 90+1' |

| 30 | MED | Luiz Gustavo | 90+1' |
| 33 | DEL | Mario Gómez  | 90+4' |

| 68' | İlkay Gündoğan | 1:1 |

| 60' · 89' | Mario Mandžukić Arjen Robben | 0:1 1:2 |

| 73' | Kevin Großkreutz |

| 29' · 73' | Dante Franck Ribéry |

| Principal  | Nicola Rizzoli  |
| Asistentes | Renato Faverani |
|            | Andrea Stefani  |
| Cuarto     | Damir Skomina   |

| Áreas | Gianluca Rocchi   |
|       | Paolo Tagliavento |

|                                 |
| Bandera de Alemania             |
| Campeón F. C. Bayern 5.º título |

## Goleadores
| Cristiano Ronaldo                        | Real Madrid         | 12 | 1080' |
| Robert Lewandowski                       | Borussia Dortmund   | 10 | 1094' |
| Burak Yılmaz                             | Galatasaray         | 8  | 767'  |
| Lionel Messi                             | Barcelona           | 8  | 826'  |
| Thomas Müller                            | Bayern Múnich       | 8  | 1049' |
| Oscar                                    | Chelsea             | 5  | 449'  |
| Jonas Gonçalves                          | Valencia            | 5  | 451'  |
| Alan Osório                              | Sporting Braga      | 5  | 492'  |
| Karim Benzema                            | Real Madrid         | 5  | 532'  |
| Ezequiel Lavezzi                         | París Saint-Germain | 5  | 572'  |
| Claudio Pizarro                          | Bayern Múnich       | 4  | 379'  |
| Última actualización: 25 de mayo de 2013 |                     |    |       |

## Asistentes
| Jugador                                  | Equipo              | Asistencias | Minutos |
| ---------------------------------------- | ------------------- | ----------- | ------- |
| Zlatan Ibrahimović                       | París Saint-Germain | 7           | 793'    |
| Karim Benzema                            | Real Madrid         | 5           | 532'    |
| Mesut Özil                               | Real Madrid         | 5           | 722'    |
| Ángel Di María                           | Real Madrid         | 5           | 794'    |
| Mario Götze                              | Borussia Dortmund   | 5           | 887'    |
| Modou Sougou                             | CFR Cluj            | 4           | 324'    |
| Olivier Giroud                           | Arsenal             | 4           | 383'    |
| Wayne Rooney                             | Manchester United   | 4           | 461'    |
| Christian Eriksen                        | Ajax                | 4           | 540'    |
| Isco                                     | Málaga              | 4           | 708'    |
| Franck Ribéry                            | Bayern Múnich       | 2           | 857'    |
| Bastian Schweinsteiger                   | Bayern Múnich       | 4           | 942'    |
| Selçuk İnan                              | Galatasaray         | 4           | 900'    |
| Xavi Hernández                           | Barcelona           | 4           | 946'    |
| Última actualización: 25 de mayo de 2013 |                     |             |         |

## Estadísticas generales
| Equipo | Equipo                | Pts | PJ | PG | PE | PP | GF | GC | DG  | Rend   |
| ------ | --------------------- | --- | -- | -- | -- | -- | -- | -- | --- | ------ |
| 1      | Bayern Múnich         | 31  | 13 | 10 | 1  | 2  | 30 | 11 | 19  | 82,2 % |
| 2      | Borussia Dortmund     | 25  | 13 | 7  | 4  | 2  | 24 | 14 | 10  | 64,1 % |
| 3      | Real Madrid           | 21  | 12 | 6  | 3  | 3  | 27 | 17 | 10  | 66,6 % |
| 4      | Barcelona             | 18  | 12 | 5  | 3  | 4  | 18 | 17 | 1   | 55,5%  |
| 5      | Paris Saint-Germain   | 21  | 10 | 6  | 3  | 1  | 20 | 8  | 12  | 75 %   |
| 6      | Málaga                | 20  | 12 | 5  | 5  | 2  | 18 | 9  | 9   | 71,1 % |
| 7      | Juventus              | 18  | 10 | 5  | 3  | 2  | 17 | 8  | 9   | 71,1 % |
| 8      | Galatasaray           | 17  | 10 | 5  | 2  | 3  | 13 | 15 | -2  | 67,7 % |
| 9      | Porto                 | 16  | 8  | 5  | 1  | 2  | 11 | 6  | 5   | 67,7 % |
| 10     | Valencia              | 14  | 8  | 4  | 2  | 2  | 14 | 8  | 6   | 58,3 % |
| 11     | Schalke 04            | 13  | 8  | 3  | 4  | 1  | 13 | 10 | 3   | 54,2 % |
| 12     | Arsenal               | 13  | 8  | 4  | 1  | 3  | 13 | 11 | 2   | 54,2 % |
| 13     | Manchester United     | 13  | 8  | 4  | 1  | 3  | 11 | 9  | 2   | 54,2 % |
| 14     | Shakhtar Donetsk      | 11  | 8  | 3  | 2  | 3  | 14 | 13 | 1   | 45,8 % |
| 15     | Milan                 | 11  | 8  | 3  | 2  | 3  | 9  | 10 | -1  | 45,8 % |
| 16     | Celtic                | 10  | 8  | 3  | 1  | 4  | 9  | 13 | -4  | 41,7 % |
| 17     | Chelsea               | 10  | 6  | 3  | 1  | 2  | 16 | 10 | 6   | 55,5 % |
| 18     | CFR Cluj              | 10  | 6  | 3  | 1  | 2  | 9  | 7  | 2   | 55,5 % |
| 19     | Olympiacos            | 9   | 6  | 3  | 0  | 3  | 9  | 8  | 1   | 50,0 % |
| 20     | Benfica               | 8   | 6  | 2  | 2  | 2  | 5  | 5  | 0   | 44,4 % |
| 21     | Zenit San Petersburgo | 7   | 6  | 2  | 1  | 3  | 6  | 9  | -3  | 38,8 % |
| 22     | BATE Borisov          | 6   | 6  | 2  | 0  | 4  | 9  | 15 | -6  | 33,3 % |
| 23     | Dinamo de Kiev        | 5   | 6  | 1  | 2  | 3  | 6  | 10 | -4  | 27,7 % |
| 24     | Anderlecht            | 5   | 6  | 1  | 2  | 3  | 4  | 9  | -5  | 27,7 % |
| 25     | Ajax                  | 4   | 6  | 1  | 1  | 3  | 8  | 16 | -8  | 22,2 % |
| 26     | Manchester City       | 3   | 6  | 0  | 3  | 3  | 7  | 11 | -4  | 16,6 % |
| 27     | Sporting Braga        | 3   | 6  | 1  | 0  | 5  | 7  | 13 | -6  | 16,6 % |
| 28     | Spartak de Moscú      | 3   | 6  | 1  | 0  | 5  | 7  | 14 | -7  | 16,6 % |
| 29     | Lille                 | 3   | 6  | 1  | 0  | 5  | 4  | 13 | -9  | 16,6 % |
| 30     | Montpellier           | 2   | 6  | 0  | 2  | 4  | 6  | 12 | -6  | 11,1 % |
| 31     | Dinamo de Zagreb      | 1   | 6  | 0  | 1  | 5  | 1  | 14 | -13 | 6,6 %  |
| 32     | Nordsjælland          | 1   | 6  | 0  | 1  | 5  | 4  | 22 | -18 | 6,6 %  |

- Nota: Si un equipo es eliminado en la fase de grupos o en una fase posterior, no se tienen en cuenta los puntos obtenidos en las rondas previas, si es que las disputó.
- En negrita el campeón del certamen.